# آفی (کومونه)
آفی (به ایتالیایی: Affi) یک کومونه در ایتالیا است که در استان ورونا واقع شده‌است. آفی ۹٫۸ کیلومتر مربع مساحت و ۲٬۳۵۵ نفر جمعیت دارد و ۱۹۱ متر بالاتر از سطح دریا واقع شده‌است.